# Hieronymus Laub (läkare)
Hieronymus Laub, född den 15 februari 1684 i Augsburg, död den 5 december 1753, var en tyskfödd dansk läkare, son till pastor primarius vid Sankt Ulriks kyrka, magister Georg Laub och Anna Dorothea Weihlingen. Han var gift med den ansedde apotekaren Michael Georg Scharffenbergs dotter Johanne Justina. 
Laub studerade medicin i Helmstedt, fick 1707 doktorsgraden i Leiden, företog därefter en bildningsresa till Frankrike och England och kom 1711 till Köpenhamn, där han snart fick en anlitad praktik och 1712 blev medikus vid Kvæsthuset samt 1720 hovmedikus. 1736 blev han kunglig livläkare, 1739 verkligt justitieråd, 1746 etatsråd. 
Laub var en ansedd läkare, som också var medlem av den Leopoldinska akademien och för övrigt stod helt utanför den i hans tid förhärskande pietistiska riktningen i medicinen. Någon vetenskaplig verksamhet av betydelse har han emellertid inte utvecklat; däremot verkar han före upprättandet av Krügers Læreanstalt en tid att ivrigt ha arbetat för etableringen av en till Kvæsthuset knuten metodisk undervisning för barberarkirurgerna.